# Molophilus (Eumolophilus) pennipes
Molophilus (Eumolophilus) pennipes is een tweevleugelige uit de familie steltmuggen (Limoniidae). De soort komt voor in het Neotropisch gebied.